# Бегинаж (Кортрейк, Бельгия)
Бегинаж в Кортрейке (нидерл. Begijnhof in Kortrijk) — бегинаж, расположенный в бельгийском городе Кортрейк. В 1998 году вместе с другими фламандскими бегинажами включён в список Всемирного наследия ЮНЕСКО.

## История
Бегинаж основан в 1238 году Жанной Константинопольской. Неоднократно разрушался во время войн: в 1308 году во время Битвы золотых шпор, в 1382 году после битвы при Вестрозебеке и в 1682 году в войне с французами.
Последняя бегинка, Марселла Паттин, переехала в бегинаж в 1960 году из Большого бегинажа в Синт-Амандсберге (нидерл. Sint-Amandsberg). Она умерла в доме престарелых 14 апреля 2013 года.
С 2008 года в бегинаже действует музей.

## Архитектура
Бегинаж представляет собой квадратную площадь с улицей из 41 дома, построенных в стиле барокко и относящихся к XVII веку. Территория окружена крепостной стеной. В 1464 году в бегинаже была возведена часовня, перестроенная в XVIII веке. 